# La bella di Buenos Aires
La bella di Buenos Aires è un romanzo dello scrittore catalano Manuel Vázquez Montalbán con protagonista l'investigatore privato Pepe Carvalho, pubblicato a puntate in Spagna sul quotidiano El País nel 1997 e poi nella raccolta Cuentos negros nel 2011.

## Trama
Pepe Carvalho accetta Biscuter come socio a tutti gli effetti dell'agenzia di investigazioni. Il detective riceve la visita di Dorotea Samuelson, nata a Buenos Aires ma residente a Barcellona, che lo incarica di trovare una sua concittadina, Helga Muchnik, in arte Singer, conosciuta come “la ragazza che avrebbe potuto essere Emmanuelle” o anche “l'Emmanuelle argentina”: da giovane aveva partecipato a un concorso per trovare una sosia dell'attrice Sylvia Kristel, poi si era trasferita a Barcellona e adesso la sorella, per mezzo di Dorotea, ha perso le sue tracce.
Nel momento però in cui Carvalho giunge nell'atelier dell'artista Dieste, sulle tracce della donna, incappa nella polizia, nella persona dell'ispettore Lifante, succeduto al pensionato Contreras che era nemico giurato di Carvalho: infatti il primo aveva militato nella Brigada Político Social e il detective è stato in prigione per attività politica. Non è un caso che Helga Muchnik, divenuta una barbona conosciuta con il nome di Palita, sia stata assassinata proprio poco dopo che Dorotea ha incaricato Carvalho di cercarla.
Biscuter intanto intervista Gualterio, un argentino che conosce la storia di Helga a Barcellona; la ragazza vi è arrivata nel 1980. È stata anche amante di Rocco, il marito di Dorotea Samuelson. Si materializza anche Aquiles, un ambiguo individuo che sostiene di essere stato alla testa della polizia di Rosario (Argentina), ai tempi della repressione.
Anche Rocco viene trovato assassinato. L'ispettore Lifante viene indirizzato dai suoi superiori sulla pista di Cayetano, un barbone che è stato negli ultimi tempi amante di Palita. Probabilmente la chiave del mistero è nella ragione per cui Palita/Helga ha dovuto lasciare il suo paese, e Carvalho viene a scoprirlo quando le cose si complicano: la donna era stata testimone del sequestro illegale da parte delle squadre della morte di una cittadina spagnola ai tempi della dittatura; adesso che in Spagna si aprono procedimenti sui desaparecidos, i responsabili si sentono a rischio di denuncia, e prendono i provvedimenti per assicurarsi che chi ha visto non parli.

## Edizioni
Manuel Vázquez Montalbán, La bella di Buenos Aires, Universale Economica n. 8348, Feltrinelli, 2014, ISBN 9788807883484.